# Vincenzo Gatto
Vincenzo Gatto (Messina, 1º maggio 1922 – 11 ottobre 2005) è stato un politico italiano, esponente del Partito Socialista Italiano, parlamentare europeo, senatore e deputato.

## Biografia
Consigliere comunale a Messina, fu eletto deputato alla Camera nel 1958 per il Partito Socialista Italiano. 
Primo firmatario della proposta di legge per l'istituzione della Commissione Parlamentare per lo studio del fenomeno della mafia (Commissione parlamentare antimafia). È stato deputato nazionale per quattro legislature (1958-1972 e 1976-1979).
Nel 1964 fu fondatore ed importante esponente del Partito Socialista Italiano di Unità Proletaria, al cui scioglimento nel 1972 rientrò nel PSI. Fu eletto senatore nella VI legislatura (1972-1976).
Fu eletto deputato europeo alle elezioni europee del 1979 per le liste del PSI. È stato membro della Commissione per l'agricoltura e della Delegazione per le relazioni con Malta. Ha aderito al gruppo parlamentare "Gruppo socialista". È rimasto al parlamento europeo fino al 1984.
Morì all'età di 83 anni nell'autunno 2005.